# Evelyn Kaufer
Evelyn Kaufer (Sohland an der Spree, 22 febbraio 1953) è un'ex velocista tedesca, attiva negli anni settanta.

## Palmarès
| Anno | Manifestazione | Sede              | Evento  | Risultato | Prestazione | Note |
| ---- | -------------- | ----------------- | ------- | --------- | ----------- | ---- |
| 1972 | Olimpiadi      | Monaco di Baviera | 4×100 m | Argento   | 42"95       |      |